# 谢家滩镇
谢家滩镇，是中华人民共和国江西省上饶市鄱阳县下辖的一个乡镇级行政单位。

## 行政区划
谢家滩镇下辖以下地区：
谢家滩社区、化民村、前杨村、广畈村、福山村、田铺村、莽塘村、杨塘村、郭贺村、泥湾村、大田村、芦林村、东堡村、义门村、大岩村、余畈村、大畈村、桥头村、三潼镇村和晚禾村。